# Brycinus rhodopleura
Brycinus rhodopleura är en fiskart som först beskrevs av Boulenger, 1906.  Brycinus rhodopleura ingår i släktet Brycinus och familjen Alestidae. IUCN kategoriserar arten globalt som livskraftig. Inga underarter finns listade.